# 滇萤蔺
滇萤蔺（学名：[Schoenoplectiella schoofii] 错误：{{Lang}}：文本有斜体标记（帮助））为莎草科萤蔺属下的一个种。